# Martín Fierro

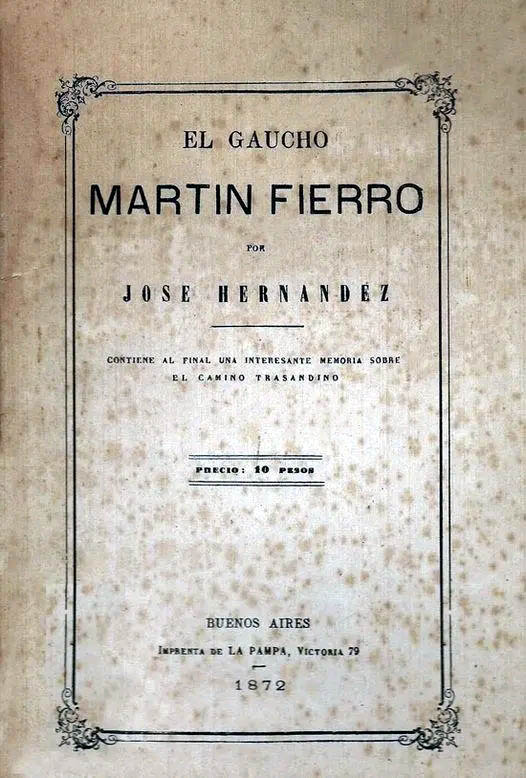
Prima ediție a epopeii El Gaucho Martín Fierro, 1872.

Martín Fierro este o epopee scrisă în versuri de poetul, jurnalistul și omul politic argentinian José Hernández. Ea este considerată o capodoperă a literaturii argentiniene, fiind foarte populară în America Latină. 

## Rezumat
În prima parte („El Gaucho Martín Fierro”), Martín Fierro, un gaucho muncitor din Pampasul argentinian, unde locuiește împreună cu soția și cu cei doi copii, este înrolat, într-o zi, în mod forțat în armată pentru a lupta împotriva populațiilor băștinașe în cadrul procesului de expansiune spre sud de la începutul perioadei republicane argentiniene, lăsându-și familia neajutorată. Se întoarce după câțiva ani și află că locuința sa este în ruine și că soția și copiii săi au dispărut. Doborât de durere, jură răzbunare. Începe să rătăcească prin Pampas și într-o zi, aflat în stare de ebrietate, ucide pe cineva. Este urmărit de poliție, dar, fiind încolțit, nu se predă. Sergentul Cruz, membru al forțelor polițienești, este uimit de curajul lui Martín și i se alătură, iar cei doi reușesc să respingă atacul și se refugiază pe teritoriul ostil al băștinașilor. Martín Fierro și sergentul Cruz devin prieteni. Aici se sfârșește prima parte a operei literare.
În partea a doua („La vuelta de Martín Fierro”), gaucho-ul spune despre cum el și Sergentul Cruz au reușit să traverseze deșertul și să ajungă pe teritoriu nativelor, unde au fost luați prizonieri și au dus o viață grea timp de cinci ani. Sergentul Cruz moare ca urmare a unei epidemii de variolă. După aceasta, Martín Fierro a reușit să scape prin uciderea unui indian care se bucura de lovirea unei femei albă pe care o ținea ostatică. Cu ea a ajuns până la pământ creștin. Acolo și-au luat rămas bun și el s-a întors la graniță. Intr-o zi, a mers la o petrecere în care, ca de obicei, a cântat ghinionul său. Cei doi fii ai săi, prezenți la petrecere, la auzul acestui cântec, l-au recunoscut. Apoi cu ajutorul unor versuri palpitante, Își spun totul intre ei de la data la care tatăl a fost înrolat în armată, după care apare Picardía, un nou personaj, fiul Sergentului Cruz, care și el fusese înrolat. în cadrul aceeași întâlnire, un bărbat începe să-l mustre pe Martín. Este fratele omului pe care Martín l-a ucis. bărbatul vrea răzbunarea, dar mulțimile împiedică să lupte și Martín Fierro pleacă cu cei doi copii și cu Picardía. Totuși, sărăcia i-a împiedicat sa fie mai uniți, și trebuie să se separă. Înainte de separare, gaucho-ul Martín sfătuiește tinerilor și i-a vorbit despre prietenie, loialitate, și prudență. Apoi, își iau rămas-bun.
În acest moment autorul intervine reflectând și promițând niște lucrări noi despre gaucho-urile. La acest punct, se sfârșește partea a doua.

## Structură
Poemul „Martín Fierro” este alcătuit din două părți: „El Gaucho Martín Fierro” (1872) și „La Vuelta de Martín Fierro” (1879) și evocă istoria Argentinei, descriind viața lui Martín Fierro, personaj fictiv, erou gauchesc al pampei. 
„Hei! Purcede-voi să cînt.

Dup-a țiterei măsură!

Trează de o ții o șiră,

ca o pasăre măiastră,

prin cîntarea ei sihastră,

alinare iți murmură.” (Primul vers al poemului)
Prima parte a operei este compusă, în limba sa originală (spaniolă), din 13 capitole care cuprind  2316 de versuri. Conflictul dramatic în partea aceasta corespunde dorinței de a semnala abuzurilor regimului reprezentat de comandanții și judecătorii militari. A doua parte are 33 de capitole și 4894 de versuri. Este mai retorică decât precedenta, și există o acceptare clară a legitimității instituțiilor statului de către personajele.

## Receptare
Epopeea a fost comentată de mulți intelectuali, inclusiv Leopoldo Lugones, Leopoldo Marechal, Ricardo Rojas și Jorge Luis Borges, care au considerat-o ca fiind „poemul național al argentinienilor”. Ea a fost tradusă în mai mult de 70 de limbi. Aurel Covaci a tradus-o în limba română în anul 1972.